# Knipowitschia
Knipowitschia is een geslacht van straalvinnige vissen uit de familie van grondels (Gobiidae).

## Soorten
De volgende soorten zijn bij het geslacht ingedeeld:
- Knipowitschia cameliae (Nalbant & Otel, 1995)
- Knipowitschia caucasica (Berg, 1916)
- Knipowitschia croatica (Mrakovcic, Kerovec, Misetic & Schneider, 1996)
- Knipowitschia ephesi (Ahnelt, 1995)
- Knipowitschia goerneri (Ahnelt, 1991)
- Knipowitschia iljini (Berg, 1931)
- Knipowitschia longecaudata (Kessler, 1877)
- Knipowitschia mermere (Ahnelt, 1995)
- Knipowitschia milleri (Ahnelt & Bianco, 1990)
- Knipowitschia montenegrina (Kovačić & Šanda, 2007)
- Knipowitschia mrakovcici (Miller, 1991)
- Knipowitschia panizzae (Verga, 1841)
- Knipowitschia punctatissima (Canestrini, 1864)
- Knipowitschia radovici (Kovacic, 2005)
- Knipowitschia thessala (Vinciguerra, 1921)